# Flavio Chigi (1631-1693)
Flavio Chigi (10 de maig de 1631 – 13 de setembre de 1693) va ser un cardenal catòlic italià i duc d'Arccia. Era cardenal nebot del Papa Alexandre VII i esdevingué una poderosa força política a l'Església Catòlica durant la segona meitat del segle xvii.

## Biografia
Flavio Chigi va néixer el 10 de maig de 1631 a Siena, fill de Mario Chigi i Berenice della Ciaia (una noble de Siena). Va estudiar filosofia i dret i va obtenir un doctorat en utroque iuris. Quan el seu oncle Fabio Chigi va ser fet llegat a Alemanya, Chigi el va acompanyar, però aviat va tornar a Itàlia per completar els seus estudis.
En 1656, va ser nomenat governador de Fermo i el 1658 va ser nomenat governador de Tívoli. Mentrestant, el seu oncle havia estat elegit papa en 1655 i ocupava el tron papal sota el nom d'Alexandre XII. El 1657, Chigi va ser nomenat com el seu cardenal-nebot.
Després de la seva elevació al cardenal, Chigi va ser nomenat cardenal prevere de Santa Maria del Popolo.
El 1659, a la mort del cardenal Luigi Capponi, Chigi va ser nomenat bibliotecari de la Santa Església Romana i va ocupar el càrrec durant diversos anys.
El 1664, Chigi va ser rebut pel rei Lluís XIV de França.
Després de la mort del seu oncle, va supervisar la creació de la tomba d'Alexandre VII, obra de Gianlorenzo Bernini

### El Cónclave papal de 1667
El papa Alexandre VII va morir el 22 de maig de 1667, i 64 cardenals es van reunir per al conclave de 1667.
El Col·legi de Cardenals es va dividir en diverses faccions. La més forta era el partit lleial a Chigi, que agrupava vint-i-quatre cardenals creats pel seu oncle. Una altra persona influent era el Degà del Sacre Col·legi, Francesco Barberini, que era líder del grup d'antics cardenals creats pel seu oncle, el Papa Urbà VIII. Petites però importants a causa de la possibilitat d'utilitzar el dret d'exclusió eren les faccions dels anomenats "cardenals de la corona" d'Espanya i França, representant els interessos respectius de Carles II d'Espanya i Lluís XIV de França.
Es va instruir al partit francès per treballar per a l'elecció del cardenal Secretari d'Estat Giulio Rospigliosi. A diferència de França, Espanya va col·locar els seus interessos en mans de l'incompetent ambaixador marquès d'Astorga. Es va aliar amb Chigi, encara que inicialment Barberini va intentar obtenir suport espanyol per a la seva pròpia candidatura.
Inicialment, Chigi, recolzat pel partit espanyol, va proposar escollir al cardenal Scipione d'Elci, però no va aconseguir assegurar per a ell la majoria requerida de dos terços. L'aliança entre els representants de dos grans poders catòlics va resultar decisiva i el 20 de juny de 1667, el cardenal Giulio Rospigliosi va ser triat per al papat, rebent tots els vots, excepte els seus i el de Neri Corsini, que van votar per Chigi.
Flavio Chigi va morir el 13 de setembre de 1693 a Roma. El seu cos va ser exposat a l'església de Santa Maria del Popolo, i enterrat a la capella familiar d'aquella església.
Va participar en els conclaves de 1657, 1667, 1669-70, 1676, 1689 i 1691.